# Ugia eugrapha
Ugia eugrapha là một loài bướm đêm trong họ Erebidae.